# محمد صدیق (بازیکن فوتبال، زاده ۱۹۴۰)
محمد صدیق (انگلیسی: Mohamed Seddik; ۱۴ آوریل ۱۹۴۰ – ۵ ژوئیهٔ ۱۹۹۶) بازیکن فوتبال اهل مصر بود.
از باشگاه‌هایی که در آن بازی کرده‌است می‌توان به باشگاه ورزشی اسماعیلی اشاره کرد.
او همچنین در تیم ملی فوتبال مصر بازی کرده‌است.